# Eleições legislativas no País de Gales (2007)
As eleições legislativas de 2007 no País de Gales tiveram lugar no dia 3 de Maio de 2007.
O Parlamento do País de Gales tem competências ao nível da Saúde, Educação, Desenvolvimento Económico, Transportes, Cultura, Serviços Sociais, mas ao contrário do Parlamento Escocês não pode tomar decisões relativamente a matérias fiscais.
O Parlamento do País de Gales tem 60 lugares, 40 correspondem aos círculos eleitorais escoceses (é eleito um deputado por cada círculo) e os restantes 20 são membros das cinco regiões em que está dividida a Escócia (4 deputados por cada região).
Na assembleia eleita em 2003 o governo estava a cargo dos Trabalhistas, os mais votados, seguidos pelos nacionalistas do Plaid Cymru.

## Resultados
Os trabalhistas mantêm a maioria no Parlamanto do País de Gales, embora continuem sem a maioria absoluta.
Os assentos ficam distribuídos por quatro forças políticas e um Independente.
| Partido                   | Lugares |
| ------------------------- | ------- |
| Partido Trabalhista       | 26      |
| Plaid Cymru               | 15      |
| Partido Conservador       | 12      |
| Partido Liberal Democrata | 6       |
| Independente              | 1       |
| Total                     | 60      |